# 朱磐炷
新昌安僖王朱磐炷（1419年11月7日—1459年），明朝宁献王朱权庶四子。

## 生平
永樂十七年（1419年）十月生。宣德元年（1426年）七月賜名。宣德五年（1430年）十月，明宣宗遣行在尚寶司丞蔣先為正使，禮科給事中武達為副使，持節冊封朱磐炷為新昌王。宣德六年（1431年）正月，給朱磐炷歲祿二千石，其中五百石為米，其餘折為大明宝鈔。
正統二年（1437年）二月，明英宗遣駙馬都尉井源為正使，行在戶科給事中焦起良為副使，持節冊封孝陵衛指揮使葛覃的女兒為新昌王妃，濟川衛指揮使郭謙的女兒為寧王世孫朱奠培妃。
正統五年（1440年）九月，朱權奏第二子臨川王朱磐熚、第三子宜春王朱磐烑、朱磐炷岁禄各二千石，但四分之三折为宝鈔，日用不足，請求改为一半禄米一半宝钞，获准。
正統十年（1445年）十一月，南京守備丰城侯李贤奏称朱权又奏请为第十六女靖安郡主选葛覃的儿子葛旿為儀賓，为故世子朱磐烒的第三女高安縣主選郭謙的儿子郭琦為儀賓，指出朱权奏请选择仪宾在先，当时英宗曾命令於南昌府衛官員軍民家选择，但朱权却在南京选女婿、孙女婿，是因为葛覃等人作为王妃的亲戚与宁王府交通结亲，请求治罪。英宗命葛覃、郭謙等自述结亲缘故，两人分别说是因为与妻子一同将女儿送到宁王府成婚时，葛旿、郭琦也随从，朱权问了他们的年纪，和靖安郡主、高安縣主分别相当，便许婚了，他们也听从了，愿意服罪。英宗命礼部调查，尚書胡濙等说，婚事雖是朱权自己的意思，但葛覃、郭謙也应该奏請，如今却擅自为之，不合道理，請求令南京都察院究治，并令寧府長史司告知朱权。英宗认为葛覃、郭謙既已認罪，姑且宽恕，都令他们停职，仍支取俸禄、隨军操练，婚禮已经举办了也不再取消婚事，但今後各王府奏事时禮部务必要斟酌而行。
天順元年（1457年）七月，朱磐炷和陵川王朱佶煃各自奏称宮眷眾多，请求每年岁禄增加二百石本色禄米，获准。
天順三年（1459年），朱磐炷去世，无子国除。因为他没有后嗣，十二月，英宗給其宮眷二百石禄米以为赡养。
朱磐炷墓在新建田西。

## 评价
- 《弇山堂别集》卷074：好和不争，小心畏忌。

## 家庭

### 妻妾
- 王妃葛氏

### 子孫
- 南康縣主，儀賓沈懋，天順二年（1458年）三月賜誥命冠服鞍馬等物
- 雩都縣主，儀賓鍾毓，天順二年（1458年）三月賜誥命冠服鞍馬等物[12]